# Monster till svärmor
Monster till svärmor är en amerikansk långfilm från 2005, regisserad av Robert Luketic.

## Handling
Charlotte (Jennifer Lopez) har efter flera års letande äntligen träffat den Rätte. Men det var innan hon träffade hans mamma. Hon är ett monster till svärmor och en levande mardröm för Charlotte. Jane Fonda, som gör sin första filmroll på 15 år, spelar den fasansfulla svärmodern som gör vad som helst för att behålla sonen för sig själv.  

## Skådespelare (urval[2])
- Jennifer Lopez - Charlotte Cantilini
- Jane Fonda - Viola Fields
- Michael Vartan - Kevin Fields
- Wanda Sykes - Ruby